# Новогодняя песенка Деда Мороза
«Новогодняя песенка Деда Мороза» — советский мультипликационный фильм производства творческого объединения «Экран», снятый в 1982 году режиссёром Александром Татарским по сценарию Эдуарда Успенского. Выполнен при помощи техники пластилиновой мультипликации.
Был показан по Центральному телевидению Гостелерадио СССР в рамках «Голубого огонька». Постоянно показывается в Новый год.

## Сюжет
Дед Мороз и Снеговик поздравляют зрителей с Новым Годом. Сцены с праздничными тостами следуют одна за другой.

## В ролях
- Владимир Басов — Дед Мороз
- Станислав Садальский — Снеговик

## Издания
Мультфильм неоднократно издавался на VHS и DVD в сборниках мультфильмов:
- «Детский кинотеатр: Следствие ведут колобки» (сборник мультфильмов ТО «Экран»), «Мастер Тэйп», VHS, 2000 год.
- «В лесу родилась ёлочка» (сборник мультфильмов ТО «Экран»), DVD[1].

## Выставки
- Выставка Дедов Морозов Александра Татарского в Культурном центре «Открытый Мир» позволит приобщиться к ещё одному чуду, созданному Александром Татарским — автору всеми любимых мультфильмов. На выставке представлено более 70 Дедов Морозов со всех уголков России и мира. В коллекции Татарского только волшебные морозы. Они очень разные, но все «живые». Татарский, который к каждому из них приложил свою художественную руку — подправил, подреставрировал, называл их людьми: у меня столько-то людей, — говорил он, рассказывая о своем сокровище[2].
- Выставку повторяли в 2009, 2010 и 2011 годах к дню рождения Александра Татарского[3].